# Jacques-François Loiseleur-Deslongchamps
Jacques-François Loiseleur-Deslongchamps est un ingénieur géographe de Louis XV, un homme politique révolutionnaire, et un scientifique français né le 23 août 1747 à Dreux (Perche) et décédé le 1er août 1843 à Brousse-le-Château (Aveyron).

## Biographie

### Famille et enfance
Jacques-François Loiseleur-Deslongchamps naît le 23 août 1747 à Dreux, dans la province de Perche. Il est le premier fils de Jean-François Loiseleur-Deslongchamps et de Catherine Doyen de la Bussière. Il a une sœur, Élisabeth, né en 1749 mais qui meurt cette même année ; puis un frère, Jean-Louis (1753-1807). Il grandit dans une famille bourgeoise : son père est marchand mercier.
Son frère Jean-Louis, qui épouse Marguerite-Geneviève Amoreau en 1772, est le père du botaniste Jean-Louis-Auguste Loiseleur-Deslongchamps (1774-1849), qui lui-même a pour fils l'orientaliste Auguste-Louis-Armand Loiseleur-Deslongchamps (1805-1840).

### Géographe du Roi
En 1769, le roi Louis XV demande à César-François Cassini de Thury d’établir la première carte générale de la France. Ce dernier choisit Jacques-François Loiseleur Deslongchamps, âgé de 22 ans, pour être envoyé dans le secteur de Rodez afin de travailler sur la méridienne de Paris ainsi qu'à l’élaboration de la première carte topographique du Royaume.

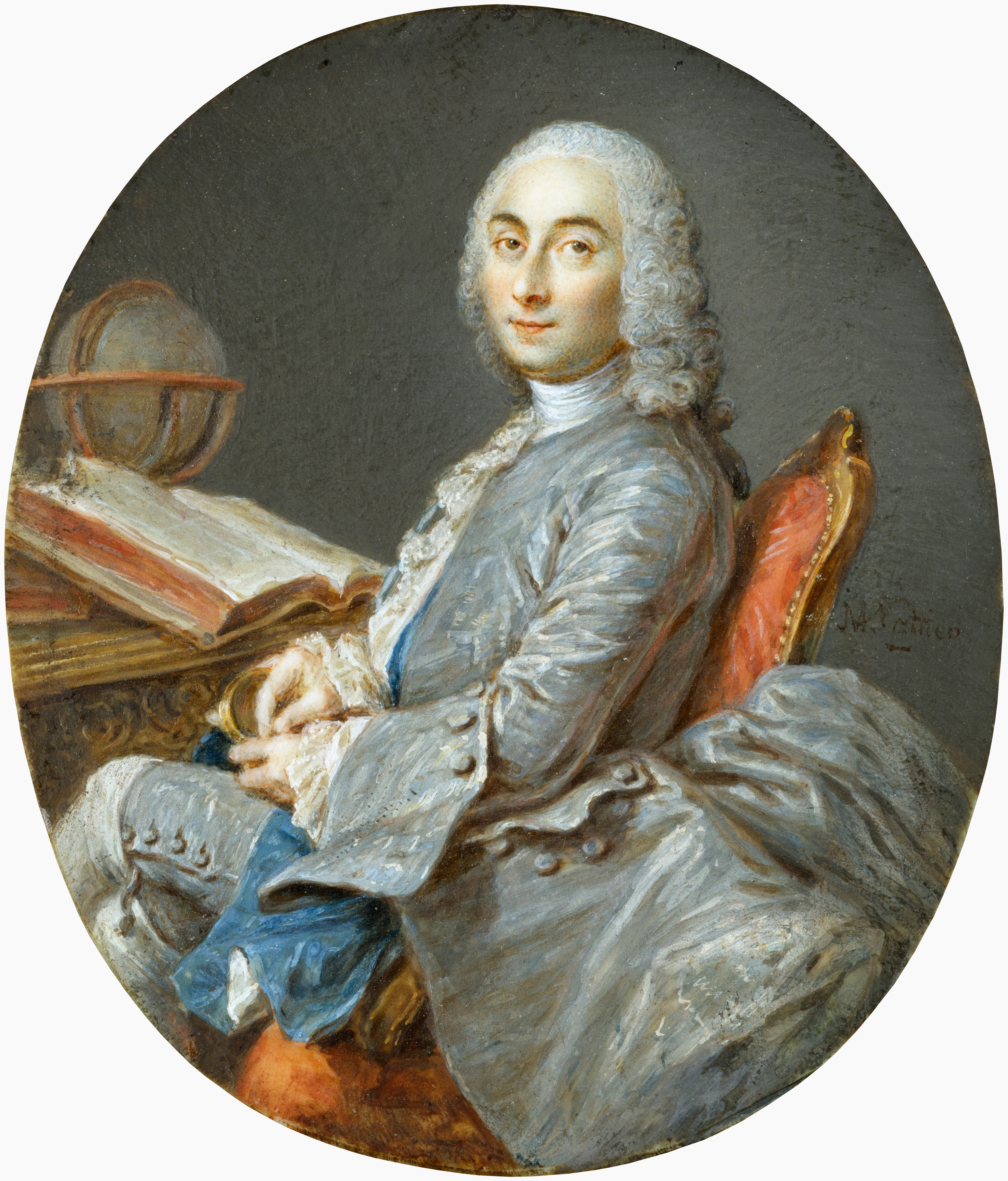
César-François Cassini

La méridienne de Paris est l’axe fondamental de la triangulation française. Elle a été mesurée pour la première fois de 1683 à 1718. Cassini ordonne l'implantation de nouveaux signaux géodésiques dont celui de la Gaste (devenu Lagast) à Durenque sur lequel travaillera Loiseleur des Longchamps.
Il implante deux autres repères géodésiques : au niveau de la cathédrale de Rodez et de la chapelle de Rieupeyroux, qui permettent ensemble la formation d'un triangle.

### Installation à Durenque
Arrivé en Rouergue en novembre 1769, Jacques-François Loiseleur Deslongchamps décide de s’installer à Durenque en février 1770 car s'y trouvait un de ses signaux géodésique. Il y fut très mal accueilli par le seigneur local. Il représentait l’Esprit des Lumières et était vu d'un mauvais-œil par ce seigneur qui y voyait un homme contre le système féodal alors en place.
La majorité des habitants écoute le seigneur et y réserve un accueil froid. Cependant certains agriculteurs sont plus accueillants, notamment l’agriculteur Boudou, un notable qui vit au hameau du Vitarel, qui lui propose l’hospitalité. Sa famille avait déjà accueilli Cassini, quelques années auparavant.
La maison des Boudou est une ferme traditionnelle du Ségala où le fermier y vit avec sa femme et ses six enfants. L’aînée s’appelle Marie-Jeanne et a 13 ans quand Loiseleur-Deslongchamps arrive au Vitarel. Elle est bergère et elle a les yeux de Chimène selon le géographe. Elle s’occupera de lui et un lien très fort se  tissent entre eux.
Pendant près de dix ans d'Andorre jusqu’aux Alpes du Queyras, Loiseleur Deslongchamps sillonne le sud de la France pour ses études géologiques, mais il revient toujours au Vitarel. Il y apprécie l’hospitalité simple et chaleureuse des Boudou, et au fil des séjours, une relation sincère se noue avec Marie-Jeanne. 
Les deux amoureux décident de s'unir, mais les parents de Marie-Jeanne et le curé du village sont effrayés par la différence de classe entre les deux individus. C’est probablement pour cela que le mariage prévu initialement à Durenque a lieu finalement à Rodez en l’église Saint–Amans le 20 mars 1774.
En 1780, l’œuvre de Cassini est achevée. Une école d’experts-géomètres est fondée à Cahors en janvier 1781, il en devient le directeur à la fin de cette même année. Il trouve un emploi d’ingénieur dans des mines de plomb de Poullaouen en Bretagne mais Marie-Jeanne habituée à l’air pur des montagnes aveyronnaises supporte mal cette atmosphère et tombe malade. En 1783, retour au Vitarel.

### Révolutionnaire
Lorsque la Révolution française se met en place, Loiseleur-Deslongchamps a 42 ans et cet homme des Lumières, qui se rebaptise citoyen Longchamp, veut jouer son rôle dans le mouvement. Il est désigné pour faire partie des représentants de l’Aveyron à la Fête de la Fédération qui a lieu à Paris le 14 juillet 1790.
A la première session du conseil de district de Sauveterre, le 4 septembre 1790, Loiseleur-Deslongchamps propose une réunion des districts du département. Le citoyen Longchamp est élu administrateur du département et s’installe à Rodez. Il fait partie du club révolutionnaire local des « Amis de la constitution ». En 1790, il devient pour 2 ans maire de Durenque (appelé procureur du conseil municipal).
Le citoyen Longchamp combine sa passion pour les sciences et son activité politique pour s'atteler à une des grandes tâches de la Convention qui est d’unifier les poids et mesures des différentes régions. Le calcul du mètre étalon demandera de nouvelles mesures sur l’arc de la Méridienne et travaillera avec Pierre Méchain et Jean-Baptiste Delambre, les responsables de ce grand projet. Rodez, est en effet de par sa position géographique entre Dunkerque et Barcelone, un milieu où les deux équipes opérèrent leur jonction.
En 1792, le citoyen Longchamp est réélu administrateur de l’Aveyron, et doit affronter les évènements de l’insurrection de Charrier en Lozère et représente l’Aveyron lors de la tentative de Fédération des départements du midi à Montpellier en 1793. Il est également chargé de recueillir la taxe de guerre auprès des ennemis de la Révolution dans le district de Millau. Face à la radicalisation et les méthodes employées durant la Terreur, le citoyen Longchamp accomplit sa mission de commissaire à reculons, envoyé à Séverac pour organiser les comités de surveillance.
Le 11 novembre 1793 un arrêté de la Commission Civile Révolutionnaire le prive de tous ses emplois officiels. Loiseleur-Deslongchamps se réfugie de nouveau au Vitarel. En 1795, Thermidor et la chute de Robespierre sonne le retour du géographe au directoire du district de Sauveterre, jusqu'à l'arrivée du Consulat en 1799. Retiré à Durenque, il travaille comme fonctionnaire des contributions à l’administration du cadastre jusqu’à sa retraite en 1807 à l’âge de 60 ans.

### Retraite et fin de vie

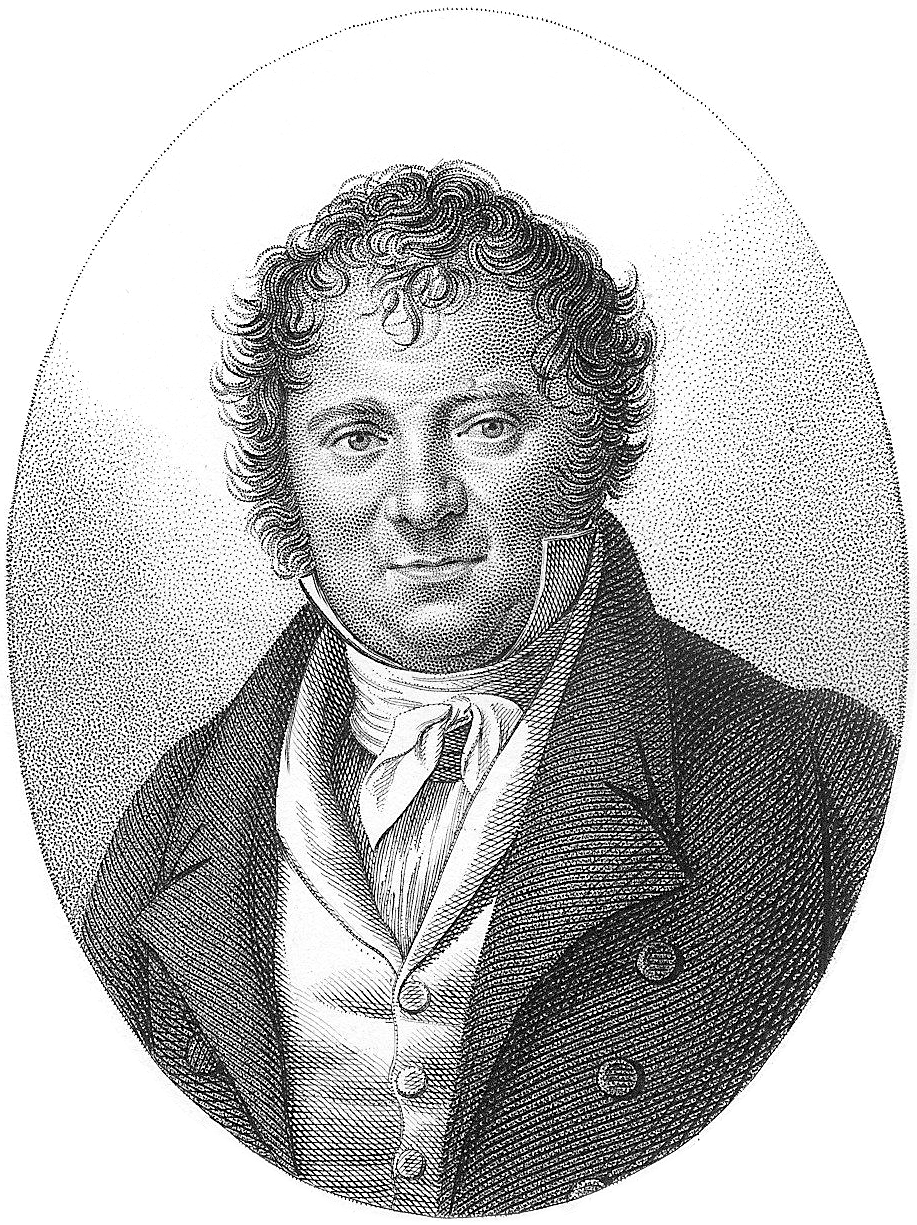
Jean-Louis-Auguste Loiseleur-Deslongchamps, son neveu

La retraite ne signifie pourtant pas pour fin de l’activité. En 1808, Jacques-François et Marie-Jeanne acquièrent un domaine au bord du Tarn, à Puech Cani entre Broquiès et Brousse-le-Château, à une vingtaine de kilomètres du Vitarel.
A la fin de sa vie, il resserre ses liens avec son neveu, le botaniste Jean-Louis-Auguste Loiseleur-Deslongchamps. Il se passionne pour les végétaux et entreprit des expériences sur les plantes. Il mesure la hauteur de Puech Cani, de l’Aigoual, le niveau du Tarn de Millau à Puech Cani et à la Garonne. A 90 ans, il invente un baromètre portatif qu’il présente le 11 février 1838 à la Société des lettres, sciences et arts de l'Aveyron, créée en 1836, et qui lui décerne le titre de doyen le 12 septembre 1838.
Jacques-François Loiseleur-Deslongchamps s’éteint le 1er août 1843. Marie-Jeanne Boudou, son épouse, meurt seulement 6 semaines plus tard, le 19 septembre 1843. Elle était née en 1757. Leur sépulture est dans le cimetière de l'église Saint-Cyrice, commune de Brousse-le-Château : leur pierre tombale est érigée sur le parapet surplombant le Tarn.

## Postérité et citations
Loiseleur-Deslongchamps est cité dans plusieurs ouvrages de littérature :

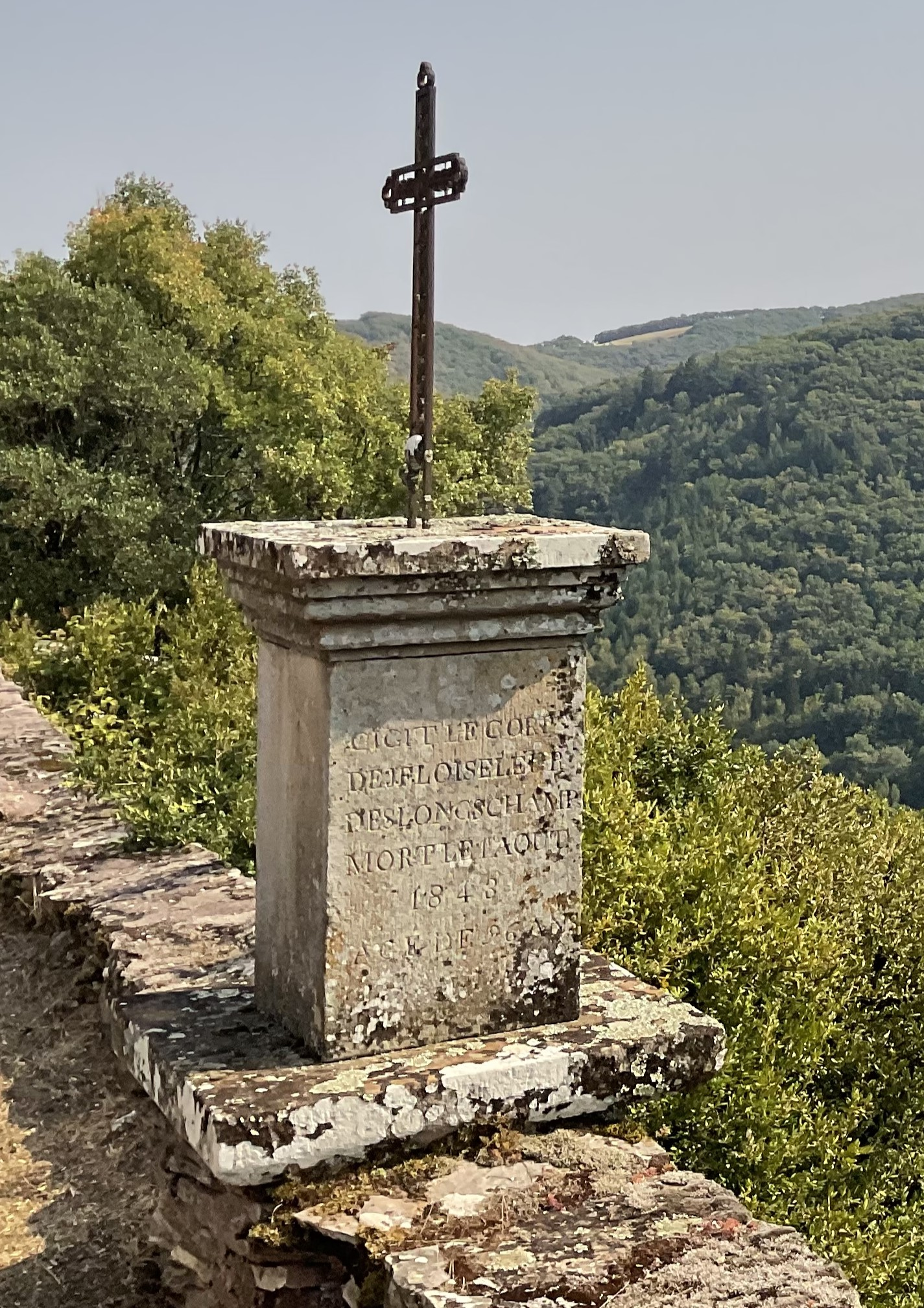
Cimetière de Saint-Cyrice (Aveyron), pierre tombale de Jacques-François Loiseleur Deslongchamps et de Marie-Jeanne Boudou.

- Cimetière de Saint-Cyrice (Aveyron), pierre tombale de Jacques-François Loiseleur Deslongchamps et de Marie-Jeanne Boudou.Clémence Malaval, « Un roman sur nos montagnes », L'Aveyron républicain, du 6 au 15 février 1903.
- Daniel Crozes,
  - Les Feux de la liberté (1789-1793), 1988 (roman)
  - La Cloche volée (1793), 1989 (roman)
- Graham Robb, Une histoire buissonnière de la France, Flammarion, 2011, ISBN 978-0812-3789-6 ; titre original : The discovery of France, Graham Robb, 2007, traduction Isabelle D. Taudière.

Sur la pyramide de Lagast, dont il est à l'orgine, un panneau explicatif lui rend hommage, permettant aux randonneurs de connaître la genèse de la cartographie française.